# Jussara (Goiás)
| \| Jussara \|                   |
| Lage der Stadt Jussara in Goiás |
| Jussara                         |

| Jussara |

Jussara, amtlich Município de Jussara, ist eine brasilianische politische Gemeinde und Kleinstadt im Bundesstaat Goiás in der Mesoregion Nordwest-Goiás und in der Mikroregion Rio Vermelho. Sie liegt westlich der brasilianischen Hauptstadt Brasília und nordwestlich von Goiânia, der Hauptstadt des Bundesstaates.
Wirtschaftlich bedeutsam sind in Jussara vorwiegend Viehzucht, Landwirtschaft und Milcherzeugung. Die Gemeinde hatte nach der Volkszählung 2010 19.153 Einwohner, die jussarianos. Zum 1. Juli 2015 wurde die Einwohnerzahl vom IBGE auf 19.346 geschätzt. Die Fläche beträgt 4.084,114 km²; die Bevölkerungsdichte liegt bei etwa fünf Personen pro km².

## Geographische Lage
Jussara grenzt im Nordwesten an den Bundesstaat Mato Grosso (Gemeinde Araguaiana) und daran anschließend im Uhrzeigersinn an die goiánischen Gemeinden Britânia, Santa Fé de Goiás, Itapirapuã, Novo Brasil, Fazenda Nova und Montes Claros de Goiás.
Hydrologisch betrachtet gehört Jussara wegen der beiden Flüsse Rio Tocantins und seines linken Nebenflusses Rio Araguaia zum Amazonasbecken.

## Klima, Geographie und Vegetation
Das Klima ist typisch tropisch mit hohen Temperaturen im Sommer um die 30 °C mit einer Luftfeuchte von über 90 % und starken Niederschlägen. Im Winter herrscht Trockenheit und Dürre mit einer Dauer von vier bis fünf Monaten. Jussara befindet sich in einem südlichen Ausläufer des Amazonasbeckens, mit den Flüssen Samambaia, Água Limpa, Rio Araguaia, Molha Biscoito und Palmeira. Die Vegetation ist charakterisiert durch Cerrados (Savannen).

## Wirtschaft
| BIP Daten          |         |
| Landwirtschaft:    | 46.295  |
| Industrie:         | 13.386  |
| Dienstleistung:    | 93.839  |
| Subtotal:          | 153.521 |
| Steuern:           | 10.431  |
| PIB total:         | 163.952 |
| Rang:              | 62      |
| Bevölkerung:       | 18.814  |
| PIB pro Kopf (R$): | 8.714   |

Nebenstehende Tabelle zeigt das Bruttoinlandsprodukt (BIP) in jeweiligen Preisen für die drei Wirtschaftssektoren, PIB total und Rang von Jussara in Goiás, Bevölkerung und BIP pro Kopf für 2007 (in Tausend R$).
Die Landwirtschaft hat in Jussara einen hohen Anteil an der Wirtschaftsleistung, vor allem mit Viehzucht (Rind, Schweine, Geflügel) und Milcherzeugung, während die Industrie erst marginal durch Kleinbetriebe (wie eine Molkerei) vertreten ist.

### Ernte-Erträge in Jussara, 2008
| Jussara | Ananas (Stück) | Baumwolle (t) | Bohnen (t) | Maniok (t) | Reis (t) | Soja (t) |
| ------- | -------------- | ------------- | ---------- | ---------- | -------- | -------- |
| Jussara | 375.000        | 3.000         | 3.300      | 3.200      | 400      | 1.250    |

### Transport
In Jussara kreuzt sich die Bundesstraße BR-070 (Ausrichtung: Ost-West) mit der staatlichen Straße GO-324 (Ausrichtung: Nord-Süd).
Entfernungen:
- Goiânia: 231 km über Goiás via BR-070 und GO-070 oder 222 km via Novo Brasil, Sanclerlândia, Anicuns, Trindade via GO-324/326/060[8]
- Brasilia: 347 km über die BR-070
- São Paulo: 1191 km
- Rio de Janeiro: 1512 km

zu nächstliegenden größeren Städten:
- Itapirapuã, 28 km auf der BR-070
- Goiás Velho, 86 km auf der BR-070
- Iporá, 93 km via BR-070 und GO-324/326/173/060
- Barra do Garças (MT), 156 km auf der BR-070

### Statistische Angaben
| Index der menschlichen Entwicklung                                                 | Index der menschlichen Entwicklung                   | Index der menschlichen Entwicklung                   | Index der menschlichen Entwicklung                   | Index der menschlichen Entwicklung |
| Jussara                                                                            | Lebenserwartung HDI-A                                | Bildungsgrad HDI-B                                   | Kaufkraft HDI-C                                      | HDI                                |
| ---------------------------------------------------------------------------------- | ---------------------------------------------------- | ---------------------------------------------------- | ---------------------------------------------------- | ---------------------------------- |
| 1991                                                                               | 0,603                                                | 0,752                                                | 0,637                                                | 0,664                              |
| 2000                                                                               | 0,718                                                | 0,836                                                | 0,667                                                | 0,74                               |
| Steigerung von 1991 bis 2000                                                       |                                                      |                                                      |                                                      |                                    |
| Jussara                                                                            | 19,1 %                                               | 11,2 %                                               | 4,7 %                                                | 11,5 %                             |
| Goiás                                                                              | 4,8 %                                                | 13,2 %                                               | 8,0 %                                                | 8,8 %                              |
| Rang a)                                                                            | 23                                                   | 19                                                   | 14                                                   | 19                                 |
| Rang innerhalb aller 246 Gemeinden von Goiás:                                      | Rang innerhalb aller 246 Gemeinden von Goiás:        | Rang innerhalb aller 246 Gemeinden von Goiás:        | Rang innerhalb aller 246 Gemeinden von Goiás:        | 104                                |
| Rang innerhalb aller 5.507 brasilianischen Gemeinden                               | Rang innerhalb aller 5.507 brasilianischen Gemeinden | Rang innerhalb aller 5.507 brasilianischen Gemeinden | Rang innerhalb aller 5.507 brasilianischen Gemeinden | 2145                               |
| a): Rang von Goiás im Vergleich mit allen 26 Bundesstaaten und dem Bundesdistrikt. |                                                      |                                                      |                                                      |                                    |

Die Tabelle zeigt, dass sich der Index der menschlichen Entwicklung in den Jahren von 1991 bis 2000 für Jussara mit 11,5 % im Vergleich zu Goiás mit 8,8 % besser entwickelte. Überdurchschnittlich erhöhte sich mit 19,1 % die Lebenserwartung (auf 68,1 Jahre); in der Bildung liegt Jussara nahe dem Durchschnitt. Die Steigerung der Kaufkraft erreichte jedoch nur rund 60 % des Durchschnittes von Goiás, welche der brasilianischen, durchschnittlichen Steigerung in diesem Bereich in etwa entspricht (Rang 14).
Jussara zählte 2007 zu den kompetitivsten Gemeinden in Goiás (Rang 57 von 246 Gemeinden).

## Tourismus
Der fast ausschließlich innerbrasilianische Tourismus konzentriert sich während der Trockenzeit von Mai bis Oktober vornehmlich auf die weitläufigen weißen Sandstrände des Rio Araguaia, welcher die Grenze zwischen Goiás und Mato Grosso, wie auch zwischen Tocantins und Mato Grosso markiert. Die Gegend um den Rio Araguaia zeichnet sich durch eine sehr reiche Tier- und Pflanzenvielfalt aus.
Ein beliebtes Wochenendziel von Einheimischen ist der Lago Azul.

## Geschichte
Die erste Siedlung wurde im Jahre 1945 von Estevam Fernandes Rebouças, Limírio Neves da Mota, Dionisio Candido da Silva und weiteren Pionieren gegründet, welche auf der Suche nach fruchtbarem Land waren. Sie bauten ihre Häuser an den Ufern des Flusses Água Limpa (sauberes Wasser, wegen der Klarheit des Wassers) und tauften das Dorf auf Colônia do Água Limpa. Die Fruchtbarkeit des Bodens und die klimatischen Verhältnisse der Region förderten das Entstehen von großen und kleinen Agrar- und Rinderfarmen. Die Ansiedlung Colônia do Água Limpa expandierte sehr schnell. Der Ortsname wurde 1950 auf Juçara (später dann auf Jussara) zu Ehren von Juçara Marques geändert, die am 12. Juni 1949 als erste Frau aus Goiás zur Miss Brasilien gewählt wurde.
Aufgrund der schnellen Entwicklung und dem Bevölkerungswachstum erhob der Rat von Goiás am 12. September 1953 per kommunalem Gesetz Nr. 138 Jussara zu einem Bezirk durch Abtrennung vom Bezirk Aruanã und Angliederung an die Gemeinde Goiás Velho.
Per kommunalem Gesetz Nr. 2116 wurden am 14. November 1958 die Bezirke Jussara, Juscelândia, Santa Fé und São Sebastião do Rio Claro von Goiás abgetrennt und zur neuen Gemeinde (portugiesisch: município) Jussara erhoben sowie direkt der Gerichtsbarkeit der Regierung des damaligen Senators Pedro Ludovico unterstellt. Dieses Datum wird seither als Jahrestag von Jussara gefeiert. Die Inkraftsetzung des Gesetzes erfolgte per 1. Januar 1959.
In 3. Oktober 1960 wurden die ersten Kommunalwahlen durchgeführt und Paulo Dias Toledo zum ersten verfassungsrechtlichen Bürgermeister gewählt.
Am 2. Mai 1965 wurde Jussara in die Kategorie einer autonomen Gemeinde erhoben, wodurch sie politisch administrativ autonom wurde.
Seit der territorialen Festlegung von 2003 setzt sich die politische Gemeinde Jussara aus vier Ortschaften (portugiesisch: distritos) zusammen:
- Jussara
- Canadá
- Juscelândia
- São Sebastião do Rio Claro

Weitere kleinere Dörfer/Siedlungen sind Canadasinho, Carajás, Comendador Marchesi, Betânia, Marechal Rondon, Campo Alegre, Mosquito, Vila Nova (gilt als Stadtteil/Sektor der Kleinstadt Jussara, wenn auch etwas westlich von ihr abgelegen).
Mit dem Wachstum des städtischen Gebietes wird heute Jussara in Sektoren unterteilt, namentlich:
Bairro Araxá, Bairro Boa Sorte, Bairro Goiás, Bairro Nortista, Bairro Marajoara, Bairro São Francisco, Jardim Itaiara, Jardim Guanabara, Jardim Natalino, Jardim Petrópolis, Mansões dos Bosques, Nova Jussara, Recanto da Paz, Setor Aeroporto, Setor Alto da Boa Vista, Setor Central, Setor Cohab, Setor Comercial, Setor Marista, Setor Morada Nova, Setor Palmeiras, Setor Planalto, Vila Rebouças, Vila Santana, Setor Sonho Dourado, Vila Canaã, Vila Marajoara, Vila Mutirão, Vila Nova.
Im Sector Aeroporto befindet sich lediglich eine Graspiste mit einer Neigung von ca. 10°, die parallel zur GO-324 verläuft und nur für Kleinflugzeuge und nur tagsüber zur Nutzung geeignet ist. Sie wird hauptsächlich bei medizinischen Notfällen genutzt.

## Bilder

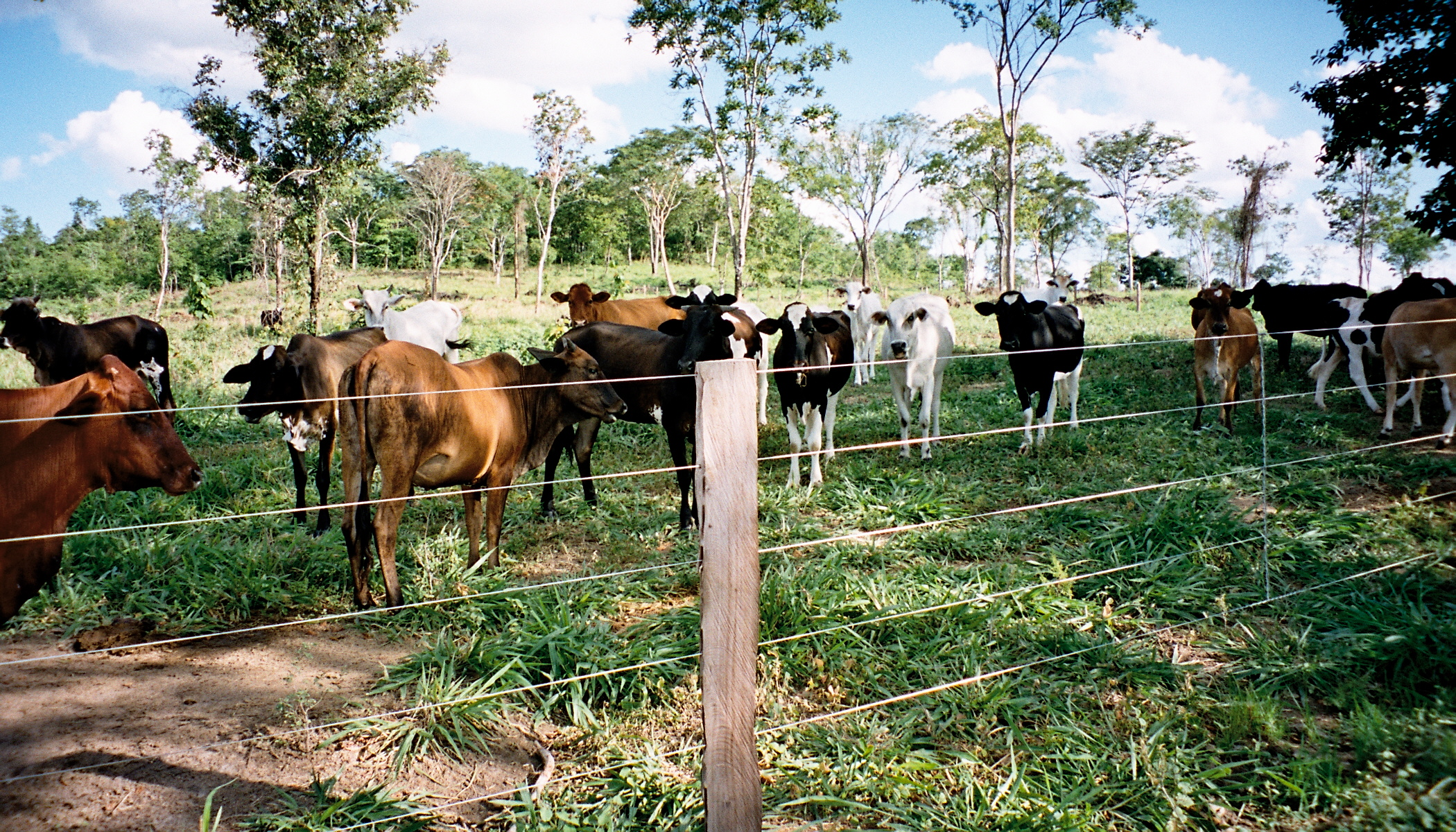
Rinderzucht auf einer Kleinfarm (Chácara)
Metzgerei in Jussara
Marktstand mit lebenden Hühnern
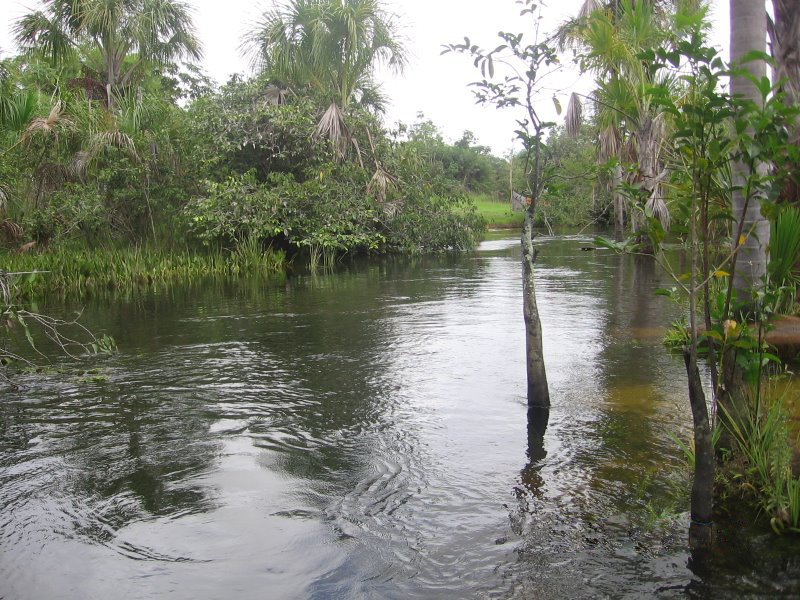
Fluss „Água Limpa do Araguaia“